# Cent (glasba)
Cent je logaritmična merska enota, s katero izražamo obseg glasbenih intervalov.
Večinoma s centi merimo zelo majhne intervale ali pa z njimi primerjamo razsežnosti primerljivih intervalov v različnih uglasitvenih sistemih. Interval z obsegom enega centa je mnogo premajhen, da bi ga lahko med dvema zaporednima tonoma avditivno zaznali.
1200 centov ustreza eni oktavi - frekvenčnemu razmerju 2:1, pri temperirani uglasitvi pa je polton (interval med sosednjima tipkama na klaviaturi) enak 100 centom. To pomeni, da je cent natanko enak 21/1200, dvanajstemu korenu 2, kar znaša približno 1.0005777895.
Če sta znani frekvenci a in b dveh tonov, je mogoče število centov med njima izračunati s pomočjo naslednje formule:
{\displaystyle n=1200\log _{2}\left({\frac {a}{b}}\right)\approx 3986\log _{10}\left({\frac {a}{b}}\right)}
Podobno, če poznamo ton b in število centov intervala, n, potem lahko naslednji ton a izračunamo kot:
{\displaystyle a=b\times 2^{\frac {n}{1200}}}
Če želimo med seboj primerjati različne uglasitvene sisteme, preračunamo različne intervalne obsege v cente. Npr. v naravni uglasitvi je velika terca predstavljena s frekvenčnim razmerjem 5:4. Če ta podatek uporabimo v zgornji formuli, dobimo rezultat okrog 386 centov. Ekvivalent intervala je pri temerirani uglasitvi 400 centov. Razlika, 14 centov, je približno sedmina poltona. Psihofizika navaja, da najmanjši slišni obseg za to enoto predstavlja okrog 6 centov.
A. J. Ellis je zasnoval to enoto na sistemu poltona akustičnega logaritma, predstavil pa jo je v svoji izdaji knjige Hermanna von Helmholtza On the Sensations of Tone. Od tedaj dalje predstavlja standarden način izmere intervalov pri temperirani uglasitvi oz. služi primerjavi uglasitvenih sistemov.